# Acnemia fulvicollis
Acnemia fulvicollis är en tvåvingeart som först beskrevs av Philippi 1865.  Acnemia fulvicollis ingår i släktet Acnemia och familjen svampmyggor. Inga underarter finns listade i Catalogue of Life.